# کروشتاو
کروشتاو (به آلمانی: Crostau) یک منطقهٔ مسکونی در آلمان است که در شیرگیزوالده-کیرشاو واقع شده‌است. کروشتاو ۱٬۶۰۳ نفر جمعیت دارد.